# Šipanska Luka
Šipanska Luka je mjesto na sjeverozapadu otoka Šipana, u Dubrovačko-neretvanskoj županiji.
U Šipanskoj Luci je i katastarska općina.

## Promet
Suđurađ i Šipansku Luku, jedina dva naselja na otoku, međusobno povezuje 5,2 km duga državna cesta D122. Dubrovačko autobusno poduzeće Libertas uvelo je redovnu liniju Šipanska Luka-Suđurađ 22. listopada 1998. godine. Prometuje omanji autobus, a uglavnom služi za prijevoz školske djece. Trajekt od sredine srpnja 2011. ne vozi do Šipanske Luke, nego plovidbu počinje i završava u Suđurđu. Ta je odluka donesena zbog neisplativosti i smanjenja troškova.

## Gospodarstvo
Malobrojno stanovništvo pretežno se bavi ribarstvom, poljoprivredom, stočarstvom i lovom. U blizini naselja postoji označeno lovačko područje za lov na divlje svinje. Od domaćih životinja prevladavaju svinje, krave i kokoši. Najzastupljenije poljoprivredne kulture su masline i vinova loza. Na samoj obali nalazi se hotel za smještaj turista kojih bude preko ljeta. Godine 2000. započeli su radovi na obnovi osmorazredne područne škole i župne kuće. Krajem svibnja iduće godine proradila je prva pekara, te je popravljena riva i spojena obala.

## Stanovništvo
Šipanska Luka prema popisu stanovništva iz 2011. godine ima 212 stanovnika. Prvo je po broju stanovnika naselje na otoku Šipanu.
| broj stanovnika | 830   | 777   | 746   | 695   | 681   | 648   | 555   | 539   | 571   | 603   | 526   | 411   | 297   | 279   | 237   | 212   | 254   |
|                 | 1857. | 1869. | 1880. | 1890. | 1900. | 1910. | 1921. | 1931. | 1948. | 1953. | 1961. | 1971. | 1981. | 1991. | 2001. | 2011. | 2021. |

## Šport
U Šipanskoj Luci djeluje vaterpolski klub "Šipan" koji je 2001. godine osvojio Treću hrvatsku vaterpolsku ligu.

## Kultura
U naselju se na jednoj danas privatnoj kući nalaze predromanički pleteri, a u maslinicima jugoistočno od Crkve sv. Mihajla nalaze se prapovijesne kamene gomile.  
Uvalom dominira raskošna vila obitelji Stjepović koja je imetak stekla u Čileu, sazidana 1908. Ista obitelj izgradila je i pitoreskni ljetnikovac između Šipanske luke i Jakljana - otočića na kojemu se nekada nalazilo dječje odmaralište.

## Poznate osobe
- Baldo Glavić, svećenik i sakupljač narodnih pjesama
- Marko Murat, akademski slikar i profesor

## Galerija
- Knežev dvor na Šipanu
- Vila obitelji Stjepović iz 1908.
- Obala Šipanske Luke